# Distribución geográfica de los mamíferos
La distribución geográfica de los mamíferos abarca todos los biomas, son cosmopolitas, desde lo helado del polo norte, hasta la tórrida sabana africana, y todas las aguas, tanto marinas como continentales.

## Distribución geográfica

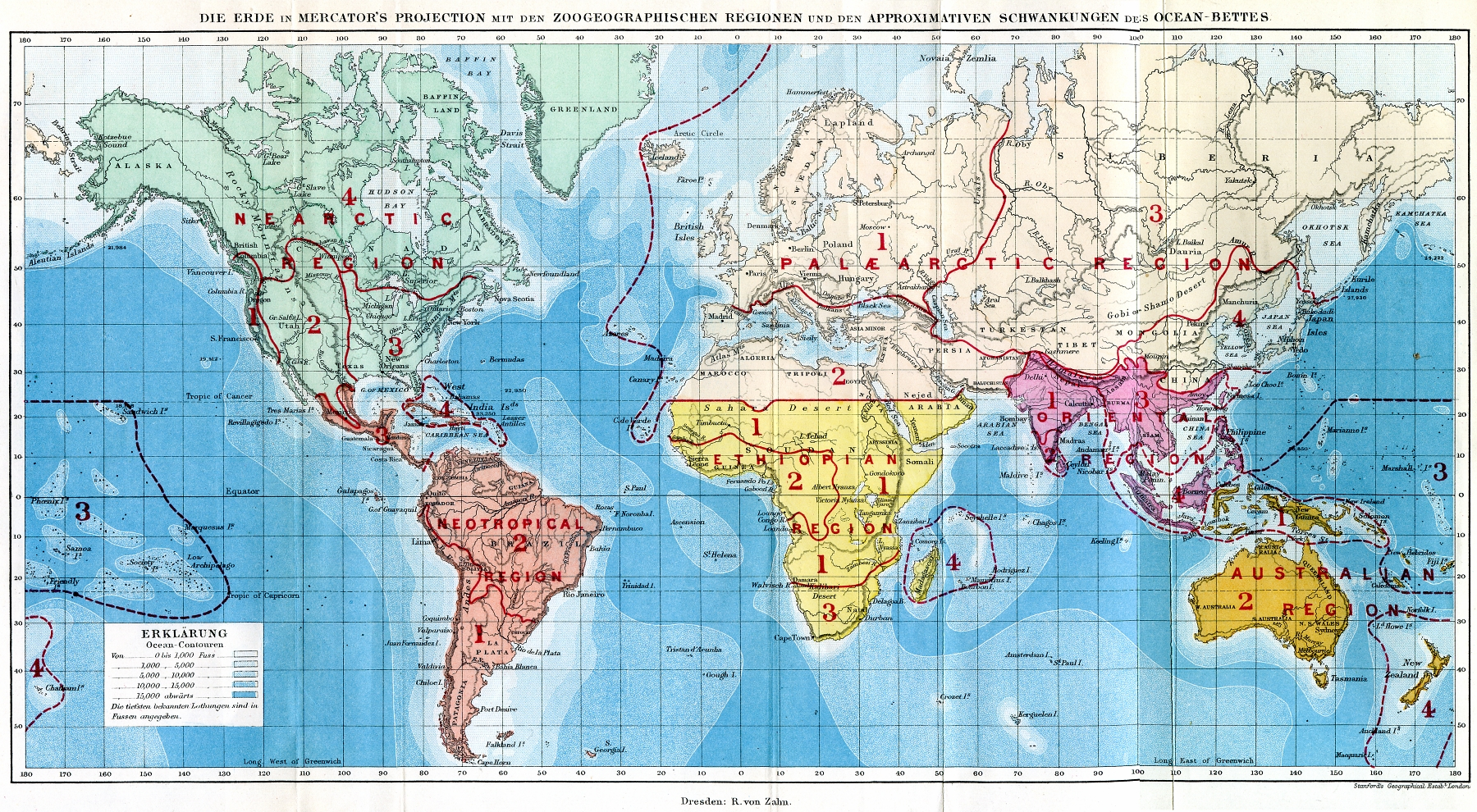
Zonas biogeográficas. Distribución de Wallace.

Wallace describe seis zonas biogeográficas:

### Región Neártica
Comprende los territorios de Groenlandia y Norteamérica hasta el centro de México.  Está bañada por las aguas del océano Glacial Ártico, del Atlántico y delPacífico.
Su fauna está muy relacionada con la de las regiones Neotropical y Paleártica.
Desde ella llegaron a Sudamérica los placentados no pertenecientes a Xenarthra, mientras que sólo escasas especies de este grupo y de didelfiformes han hecho el camino inverso.
Desde la región Paleártica, a través del estrecho de Bering, convertido en un puente de tierra y hielo durante el Pleistoceno emigraron a Norteamérica carnívoros, artiodáctilos, y soricoformes estableciéndose cierto paralelismo entre la fauna mamífera de una y otra región.
- Fauna endémica (familias):
  - Roedores (orden Rodentia)
    - Familia Aplodontiidae – Castor de montaña

  - Artiodáctilos (orden Artiodactyla)
    - Familia Antilocapridae – Berrendo
- Grupos taxonómicos representados no endémicos.
  - Didelphimorphia – La zarigüeya norteamericana (Didelphis virginiana) y pocas especies de menor tamaño que habitan zonas áridas del centro y norte de México son los únicos marsupiales que pueblan la región Neártica.
  - Sirenia – La extinta vaca marina de Steller (Hydrodamalis gigas) y el manatí amazónico (Trichechus manatus).
  - Cingulata – El armadillo de nueve bandas (Dasypus novencinctus) representa a los xenartras en esta región geográfica.
  - Rodentia – Numerosas especies pertenecientes a nueve familias.
  - Lagomorpha – Pikas de la familia Ochotonidae y conejos y liebres pertenecientes a Leporidae.
  - Soricomorpha – Musarañas de la familia Soricidae y topos pertenecientes a Talpidae.
  - Chiroptera – Numerosas especies pertenecientes a cinco familias.
  - Carnivora – Numerosas especies pertenecientes a todas las familias no endémicas de otras regiones salvo Viverridae, Herpestidae y Hyaenidae.
  - Artiodactyla – Especies pertenecientes a las familias Bovidae y Cervidae.
  - Cetacea – Especies de todas las familias no endémicas de otras regiones salvo Neobalaenidae e Iniidae.

### Región Neotropical
Comprende las islas del Caribe y los territorios continentales desde el sur de México hasta Tierra de Fuego. Está bañada por las aguas de los océanos Atlántico, Pacífico y Antártico.
Su fauna es muy numerosa y variada, relacionándose con la existente en las regiones Neártica y Australiana.
Las zarigüeyas, los ratones runchos y el monito de monte junto a armadillos, perezosos y osos hormigueros, constituyen los mamíferos originarios de estas tierras que más tarde se poblaron con oleadas intermitentes de otras especies llegadas desde el norte, principalmente roedores, primates y algunos carnívoros. Pero durante el Pleistoceno, hace aproximadamente 2 millones de años, al formarse el puente de tierra de Panamá, se produjeron oleadas masivas de especies invasoras que desencadenaron una cadena de devastadores efectos sobre las poblaciones nativas, llegando a desaparecer numerosas especies como los armadillos gigantes y los grandes herbívoros de las órdenes Notoungulata y Litopterna.
- Fauna endémica (órdenes):
  - Paucituberculata – Ratones runchos.
  - Microbiotheria – Monito de monte.
  - Pilosa – Perezosos y osos hormigueros.
- Fauna endémica (familias):
  - Primates
    - Familia Cebidae – Tamarinos, titíes, capuchinos y monos ardilla.
    - Familia Atelidae – Monos araña, monos lanudos y aulladores.
    - Familia Aotidae – Monos de noche.
    - Familia Pithecidae – Titíes, uakaríes y sakis.

  - Roedores
    - Familia Ctenomyidae – Tuco-tucos.
    - Familia Echimyidae – Ratas espinosas y ratas arborícolas sudamericanas.
    - Familia Chinchillidae – Chinchillas y vizcachas.
    - Familia Dynomyidae – Pacaraná.
    - Familia Caviidae – Cobayas, maras y capibaras.
    - Familia Dasyproctidae – Agutíes.
    - Familia Cuniculidae – Pacas.
    - Familia Octodontidae – Ratas-vizcacha y degúes.
    - Familia Abrocomidae – Ratas-chinchilla.
    - Familia Myocastoridae – Coipú.
    - Familia Capromydae – Jutias.
    - Familia Heptaxodontidae – Jutias gigantes.

  - Soricoformes
    - Familia Nesophontidae – Musarañas antillanas.
    - Familia Solenodontidae – Almiquíes.
    - Quirópteros
    - Familia Noctilionidae – Murciélagos pescadores.
    - Familia Furipteridae – Furiptéridos.
    - Familia Thyropteridae – Murciélagos con ventosas.
    - Artiodáctilos
    - Familia Tayassuidae – Pecarís.
- Grupos taxonómicos representados no endémicos.
  - Didelphimorphia – La mayor parte de las zarigüeyas son endémicas de esta región geográfica. Comparte pocas especies con la región neártica.
  - Sirenia – El manatí caribeño (Trichechus manatus) y el manatí amazónico (Trichechus inunguis).
  - Cingulata - La mayor parte de los armadillos son endémicos de esta región geográfica. Comparte una especie con la región neártica, el armadillo de nueve bandas (Dasypus novencinctus).
  - Rodentia – Además de las numerosas familias endémicas de esta región, cuenta con especies pertenecientes a las familias Sciuridae, Geomyidae, Heteromyidae, Cricetidae, Muridae y Erethizontidae. No cabe duda de que Sudamérica es el paraíso de los grandes roedores.
  - Lagomorpha – Conejos y liebres pertenecientes a la familia Leporidae.
  - Soricomorpha – Musarañas de la familia Soricidae
  - Chiroptera – Especies pertenecientes a seis familias, además de las endémicas.
  - Carnivora – Numerosas especies pertenecientes a todas las familias no endémicas de otras regiones salvo Viverridae, Herpestidae, Hyaenidae y  Odobenidae.
  - Perissodactyla – Tapires pertenecientes a la familia Tapiridae.
  - Artiodactyla – Especies pertenecientes a las familias Camelidae, Bovidae y Cervidae.
  - Cetacea – Especies de todas las familias no endémicas de otras regiones salvo Neobalaenidae y Monodontidae.

### Región Paleártica
Es la región más extensa de las seis. Comprende Europa, el norte de África y Asia a excepción del sur de la Península arábiga, y las regiones al sur del Himalaya. Los océanos Glacial Ártico, Atlántico, Pacífico e Índico bañan sus costas y la gran diversidad de hábitat existentes en ella hace que sea sin duda alguna la que mayor número de especies de mamíferos alberga.
Sin fronteras bien definidas con las regiones vecinas (Neártica, Etiópica y Oriental), los endemismos existentes son los menos numerosos ya que estas vastas extensiones de tierra han servido de tránsito para todos los grupos taxonómicos en su distribución por el planeta.
- Fauna endémica (familias)
  - Roedores
    - Familia Calomyscidae – Calomiscos.

  - Lagomorfos
    - Familia Prolagidae – Conejo gigante de Cerdeña.
- Grupos taxonómicos representados no endémicos
  - Macroscelidea – La musaraña-elefante (Elephantulus rozeti) representa este orden ampliamente distribuida por la región etiópica.
  - Hyracoidea – El damán de manchas amarillas (Heterohyrax brucei) es el único representante de este orden en la región.
  - Sirenia – La extinta vaca marina de Steller (Hydrodamalis gigas) y el dugong (Dugong dugon).
  - Primates – Sólo los cercopitecos (familia Cercopithecidae) tienen especies salvajes en esta región geográfica.
  - Roedores – Numerosas especies pertenecientes a nueve familias no endémicas.
  - Lagomorpha – Pikas de la familia Ochotonidae y conejos y liebres pertenecientes a Leporidae.
  - Erinaceomorpha – Erizos de la familia Erinaceidae.
  - Soricomorpha – Musarañas de la familia Soricidae y Topos y desmanes pertenecientes a Talpidae.
  - Chiroptera – Numerosas especies pertenecientes a todas las familias no endémicas de otras regiones salvo Phyllostomidae, Mormoopidae y Natalidae.
  - Pholidota – El pangolín chino (Manis pentadactyla) es el único representante de este orden.
  - Carnivora – Numerosas especies de todas las familias no endémicas de otras regiones salvo Mephitidae y Procyonidae.
  - Perissodactyla – El onagro (Equus hemionus), el kiang (Equus kiang) y el caballo de Przewalskii (Equus caballus), pertenecientes a la familia Equidae, y escasas poblaciones de rinoceronte indio (Rhinoceros unicornis).
  - Artiodactyla – Algunas especies pertenecientes a las familias Suidae, Camelidae, Bovidae y Cervidae.
  - Cetacea – Especies de todas las familias no endémicas de otras regiones.

### Región Etiópica
Abarca toda el África subsahariana incluida Madagascar, y el extremo suroccidental de Arabia.
Las costas orientales son bañadas por el océano Índico y las occidentales por el Atlántico.
- Fauna endémica (órdenes)
  - Afrosoricida – Ténrecs y topos dorados.
  - Tubulidentata – Oricteropo o cerdo hormiguero.
- Fauna endémica (familias)
  - Primates
    - Familia Cheirogaleidae – Lémures enanos.
    - Familia Lemuridae – Lémures.
    - Familia Lepilemuridae – Lémures saltadores.
    - Familia Indriidae – Lémures lanudos, indri y sifakas.
    - Familia Daubentoniidae – Aye-aye.
    - Familia Galagidae – Gálagos.

  - Roedores 
    - Familia Nesomyidae – Ratas y ratones africanos.
    - Familia Anomaluridae – Ardillas voladoras.
    - Familia Pedetidae – Liebre saltadora de El Cabo.
    - Familia Bathyergidae – Ratas-topo africanas.
    - Familia Petromuridae – Noki o rata rupestre.
    - Familia Thrynomyidae – Ratas canas.

  - Quirópteros 
    - Familia Myzopodidae – Mizópodo de Madagascar.

  - Carnívoros 
    - Familia Eupleridae – Mangostas africanas.
    - Familia Nandiniidae – Civeta de las palmeras africana.

  - Artiodáctilos 
    - Familia Hippopotamidae – Hipopótamos.
    - Familia Giraffidae – Jirafa y okapi.
- Grupos taxonómicos representados no endémicos
  - Macroscelidea – La mayor parte de las musarañas-elefante de la familia Macroscelidae habitan esta región.
  - Hyracoidea – Todas las especies de damanes y sólo una de ellas no es endémica.
  - Proboscidea – Dos de las tres especies de elefante son endémicas de la región etiópica, el elefante africano (Loxodonta africana) y el elefante de bosque (Loxodonta cyclotis).
  - Sirenia – Representada por el dugong (Dugong dugon) y el manatí africano (Trichechus senegalensis)
  - Primates – Además de las familias endémicas, representantes de todas las que no lo son en otras regiones, pueden encontrarse en la región afrotropical.
  - Rodentia – Numerosas especies de siete familias, además de las endémicas.
  - Lagomorpha – Conejos y liebres de la familia Leporidae.
  - Erinaceomorpha – Erizos de la familia Erinaceidae.
  - Soricomorpha – Musarañas y potamogalos de la familia Soricidae.
  - Chiroptera – Numerosas especies pertenecientes a todas las familias no endémicas de otras regiones salvo Phyllostomidae, Mormoopidae y Natalidae.
  - Pholidota – Varias especies de pangolines (familia Manidae).
  - Carnivora – Especies de todas las familias no endémicas de otras regiones salvo Odobenidae, Ursidae, Mephitidae y Procyonidae.
  - Perissodactyla – Cebras y asnos salvajes de la familia Equidae y rinocerontes pertenecientes a Rinocerotidae.
  - Artiodactyla – Numerosas especies de todas las familias no endémicas de otras regiones salvo Camelidae y Cervidae.
  - Cetacea – Especies de todas las familias no endémicas de otras regiones salvo Monodontidae e Iniidae.

### Región Oriental
Esta región se extiende al sur del Himalaya hasta el sureste asiático, incluyendo la isla de Ceilán, el archipiélago filipino y parte de Indonesia hasta la línea de Wallace.
- Fauna endémica (órdenes)
  - Scandentia – Tupayas.
  - Dermoptera – Colugos o lémures voladores.
- Fauna endémica (familias)
  - Primates
    - Familia Hylobatidae – Gibones.
    - Familia Tarsiidae – Tarseros.

  - Quirópteros
    - Familia Craseonycteridae – Murciélago de hocico de cerdo de Kitti.

  - Carnívoros
    - Familia Ailuridae – Panda rojo.

  - Cetacea
    - Familia Platanistidae – Delfines de río asiáticos.
- Grupos taxonómicos representados no endémicos
  - Proboscidea – El elefante asiático (Elephas maxima).
  - Sirenia – El dugong (Dugong dugon).
  - Primates – Especies pertenecientes a las familias Lorisidae, Cercopithecidae y Hominidae.
  - Rodentia – Especies de las familias Sciuridae, Muridae, Platacanthomyidae, Hystricidae y además de las endémicas.
  - Lagomorpha – Conejos y liebres pertenecientes a la familia Leporidae.
  - Chiroptera – Numerosas especies pertenecientes a todas las familias no endémicas de otras regiones salvo Phyllostomidae, Mormoopidae y Natalidae.
  - Pholidota – Pangolines pertenecientes a la familia Manidae.
  - Carnivora – Especies de todas las familias no endémicas de otras regiones salvo Hyaenidae, Odobenidae, Phocidae, Otariidae y Procyonidae.
  - Perissodactyla – Algunas especies de tapires de la familia Tapiridae y de rinocerontes pertenecientes a Rhinocerotidae.
  - Artiodactyla – Las familias Suidae, Bovidae, Tragulidae, y Cervidae tienen especies que pueblan esta región.
  - Cetacea – Especies de todas las familias salvo Balaenidae, Eschrichtiidae, Monodontidae e Iniidae.

### Región Australiana
Incluye las islas situadas al sur de la línea de Wallace incluyendo  Célebes, Nueva Guinea, Australia, Tasmania, Nueva Zelanda y las islas del Pacífico suroccidental.
- Fauna endémica (órdenes)
  - Monotremata – Ornitorrinco y equidnas.
  - Notoryctemorphia – Topos marsupiales.
  - Dasyuromorphia – Carnívoros marsupiales australianos.
  - Peramelemorphia – Bandicuts.
  - Diprotodontia – Herbívoros marsupiales australianos.
- Fauna endémica (familias)
  - Quirópteros
    - Familia Mystacinidae – Murciélagos colicortos neozelandeses.
- Grupos taxonómicos representados no endémicos.
  - Sirenia – El dugong (Dugong dugon).
  - Primates – Varias especies de macacos de la familia Cercopithecidae y de tarseros pertenecientes a Tarsiidae.
  - Rodentia – Especies de las familias Sciuridae y Muridae.
  - Chiroptera – Numerosas especies de siete familias aparte de la endémica.
  - Carnivora – El musang o civeta de las palmeras de Célebes (Macrogalidia musschenbroekii) de la familia Viverridae, el dingo o perro salvaje australiano (Canis lupus) perteneciente a Canidae, y algunas especies de focas de la familia Phocidae y oso marinos pertenecientes a Otariidae.
  - Suidae – El jabalí verrugoso de las Celebes (Sus celebensis) y el ciervo de Timor (Rusa timorensis).
  - Cetacea - Especies de todas las familias no endémicas de otras regiones salvo Monodontidae e Iniidae.